# 亜鉛スピネル
亜鉛スピネル（亜鉛尖晶石、英語: gahnite)は、スピネルグループに分類される珍しい鉱物である。緑色、青色、黄色、茶色、灰色の八面体結晶となる。オーストラリアのブロークンヒル等の大規模な硫化物鉱床で閃亜鉛鉱の変質物として形成される。他に、スウェーデンのファールンではペグマタイトやスカルンとして見られ、アメリカ合衆国では、マサチューセッツ州シャールモント、ノースカロライナ州スプルースパイン、アリゾナ州White Picacho、メーン州トップシャム、ニュージャージー州フランクリン等で見られる。
1807年にファールンのファール鉱山で発見され、英名はマンガンを発見したスウェーデンの化学者ヨハン・ゴットリーブ・ガーンの名前に因んで命名された。